# 小行星4461
小行星4461（英語：4461 Sayama）是一颗围绕太阳公转的小行星。1990年3月5日，杉江淳在Dynic发现了此天体。
这颗小行星的绝对星等为150.6930526681572等。